# Trofeo Joan Gamper 2023
El Trofeo Joan Gamper 2023 es la LVIII edición del torneo amistoso. El encuentro se disputó el 8 de agosto de 2023 en el Estadio Olímpico Lluís Companys ya que el Spotify Camp Nou estaba en proceso de remodelación. En esta ocasión el F. C. Barcelona se enfrentó al Tottenham Hotspur, siendo esta la segunda participación del conjunto inglés en el trofeo.
Esta sería la primera vez, luego de tres ediciones, que un club de Inglaterra participa en el torneo. El último fue el Arsenal, en la edición 2019, donde el conjunto Catalán se impuso por un marcador final de 2-1, con goles de Ainsley Maitland-Niles en contra, y Luis Suárez para los culés, y con gol de Pierre-Emerick Aubameyang para los ingleses.
El conjunto inglés, intentaría mejorar su rendimiento en el trofeo, ya que su última participación fue en el año 1986, en aquel entonces, en el torneo participaban 4 equipos, y no 2 como ahora. Los Spurs cayeron en semifinales con el PSV Eindhoven por un resultado de 1-1 (4-5 por penales), por lo cual no llegaron a disputar un partido con el Barça. Jugaron días más tarde con el AC Milan, donde allí se impusieron por un marcador final de 2-1, logrando así el tercer lugar en aquella edición.

## Partido
| 1     | POR   | Marc-André ter Stegen | 61' |
| 3     | DEF   | Alejandro Balde       | 61' |
| 24    | DEF   | Eric García           | 80' |
| 23    | DEF   | Jules Koundé          |     |
| 4     | DEF   | Ronald Araújo         | 32' |
| 6     | MED   | Gavi                  | 61' |
| 21    | MED   | Frenkie de Jong       |     |
| 18    | MED   | Oriol Romeu           | 80' |
| 8     | MED   | Pedri                 | 61' |
| 9     | DEL   | Robert Lewandowski    | 61' |
| 22    | DEL   | Raphinha              | 61' |
| D. T. | D. T. | Xavi Hernández        |     |

| 13    | POR   | Guglielmo Vicario |     |
| 3     | DEF   | Sergio Reguilón   |     |
| 15    | DEF   | Eric Dier         |     |
| 6     | DEF   | Davinson Sánchez  |     |
| 23    | DEF   | Pedro Porro       |     |
| 8     | MED   | Yves Bissouma     | 88' |
| 4     | MED   | Oliver Skipp      | 72' |
| 72    | MED   | Manor Solomon     |     |
| 18    | MED   | Giovani Lo Celso  |     |
| 14    | MED   | Ivan Perišić      | 72' |
| 9     | DEL   | Richarlison       | 76' |
| D. T. | D. T. | Ange Postecoglou  |     |

| 20 | DEF | Sergi Roberto   | 32' |
| 10 | DEL | Ansu Fati       | 61' |
| 11 | DEL | Ferran Torres   | 61' |
| 13 | POR | Iñaki Peña      | 61' |
| 17 | DEF | Marcos Alonso   | 61' |
| 16 | DEL | Abde Ezzalzouli | 61' |
| 14 | MED | İlkay Gündoğan  | 61' |
| 29 | MED | Fermín López    | 80' |
| 27 | MED | Lamine Yamal    | 80' |

| 90 | DEF | Djed Spence     | 72' |
| 45 | MED | Alfie Devine    | 72' |
| 19 | DEL | Dane Scarlett   | 76' |
| 19 | DEL | Pape Matar Sarr | 88' |

| 3' · 81' · 90' · 93' | Robert Lewandowski Ferran Torres Ansu Fati Abde Ezzalzouli | 1:0 2:2 3:2 4:2 |

| 24' · 36' | Oliver Skipp | 1:1 1:2 |

| 26' | Yves Bissouma |

| Principal | Jesús Gil Manzano |

|  |                    |     |     |
|  | Tiros              | 5   | 8   |
|  | Tiros a puerta     | 4   | 4   |
|  | Faltas             | 15  | 13  |
|  | Saques de esquina  | 8   | 9   |
|  | Fueras de juego    | 3   | 3   |
|  | Posesión del balón | 46% | 54% |

| 1     | POR   | Marc-André ter Stegen | 61' |
| 3     | DEF   | Alejandro Balde       | 61' |
| 24    | DEF   | Eric García           | 80' |
| 23    | DEF   | Jules Koundé          |     |
| 4     | DEF   | Ronald Araújo         | 32' |
| 6     | MED   | Gavi                  | 61' |
| 21    | MED   | Frenkie de Jong       |     |
| 18    | MED   | Oriol Romeu           | 80' |
| 8     | MED   | Pedri                 | 61' |
| 9     | DEL   | Robert Lewandowski    | 61' |
| 22    | DEL   | Raphinha              | 61' |
| D. T. | D. T. | Xavi Hernández        |     |

| 13    | POR   | Guglielmo Vicario |     |
| 3     | DEF   | Sergio Reguilón   |     |
| 15    | DEF   | Eric Dier         |     |
| 6     | DEF   | Davinson Sánchez  |     |
| 23    | DEF   | Pedro Porro       |     |
| 8     | MED   | Yves Bissouma     | 88' |
| 4     | MED   | Oliver Skipp      | 72' |
| 72    | MED   | Manor Solomon     |     |
| 18    | MED   | Giovani Lo Celso  |     |
| 14    | MED   | Ivan Perišić      | 72' |
| 9     | DEL   | Richarlison       | 76' |
| D. T. | D. T. | Ange Postecoglou  |     |

| 20 | DEF | Sergi Roberto   | 32' |
| 10 | DEL | Ansu Fati       | 61' |
| 11 | DEL | Ferran Torres   | 61' |
| 13 | POR | Iñaki Peña      | 61' |
| 17 | DEF | Marcos Alonso   | 61' |
| 16 | DEL | Abde Ezzalzouli | 61' |
| 14 | MED | İlkay Gündoğan  | 61' |
| 29 | MED | Fermín López    | 80' |
| 27 | MED | Lamine Yamal    | 80' |

| 90 | DEF | Djed Spence     | 72' |
| 45 | MED | Alfie Devine    | 72' |
| 19 | DEL | Dane Scarlett   | 76' |
| 19 | DEL | Pape Matar Sarr | 88' |

| 3' · 81' · 90' · 93' | Robert Lewandowski Ferran Torres Ansu Fati Abde Ezzalzouli | 1:0 2:2 3:2 4:2 |

| 24' · 36' | Oliver Skipp | 1:1 1:2 |

| 26' | Yves Bissouma |

| Principal | Jesús Gil Manzano |

|  |                    |     |     |
|  | Tiros              | 5   | 8   |
|  | Tiros a puerta     | 4   | 4   |
|  | Faltas             | 15  | 13  |
|  | Saques de esquina  | 8   | 9   |
|  | Fueras de juego    | 3   | 3   |
|  | Posesión del balón | 46% | 54% |

| 1     | POR   | Marc-André ter Stegen | 61' |
| 3     | DEF   | Alejandro Balde       | 61' |
| 24    | DEF   | Eric García           | 80' |
| 23    | DEF   | Jules Koundé          |     |
| 4     | DEF   | Ronald Araújo         | 32' |
| 6     | MED   | Gavi                  | 61' |
| 21    | MED   | Frenkie de Jong       |     |
| 18    | MED   | Oriol Romeu           | 80' |
| 8     | MED   | Pedri                 | 61' |
| 9     | DEL   | Robert Lewandowski    | 61' |
| 22    | DEL   | Raphinha              | 61' |
| D. T. | D. T. | Xavi Hernández        |     |

| 13    | POR   | Guglielmo Vicario |     |
| 3     | DEF   | Sergio Reguilón   |     |
| 15    | DEF   | Eric Dier         |     |
| 6     | DEF   | Davinson Sánchez  |     |
| 23    | DEF   | Pedro Porro       |     |
| 8     | MED   | Yves Bissouma     | 88' |
| 4     | MED   | Oliver Skipp      | 72' |
| 72    | MED   | Manor Solomon     |     |
| 18    | MED   | Giovani Lo Celso  |     |
| 14    | MED   | Ivan Perišić      | 72' |
| 9     | DEL   | Richarlison       | 76' |
| D. T. | D. T. | Ange Postecoglou  |     |

| 20 | DEF | Sergi Roberto   | 32' |
| 10 | DEL | Ansu Fati       | 61' |
| 11 | DEL | Ferran Torres   | 61' |
| 13 | POR | Iñaki Peña      | 61' |
| 17 | DEF | Marcos Alonso   | 61' |
| 16 | DEL | Abde Ezzalzouli | 61' |
| 14 | MED | İlkay Gündoğan  | 61' |
| 29 | MED | Fermín López    | 80' |
| 27 | MED | Lamine Yamal    | 80' |

| 90 | DEF | Djed Spence     | 72' |
| 45 | MED | Alfie Devine    | 72' |
| 19 | DEL | Dane Scarlett   | 76' |
| 19 | DEL | Pape Matar Sarr | 88' |

| 3' · 81' · 90' · 93' | Robert Lewandowski Ferran Torres Ansu Fati Abde Ezzalzouli | 1:0 2:2 3:2 4:2 |

| 24' · 36' | Oliver Skipp | 1:1 1:2 |

| 26' | Yves Bissouma |

| Principal | Jesús Gil Manzano |

|  |                    |     |     |
|  | Tiros              | 5   | 8   |
|  | Tiros a puerta     | 4   | 4   |
|  | Faltas             | 15  | 13  |
|  | Saques de esquina  | 8   | 9   |
|  | Fueras de juego    | 3   | 3   |
|  | Posesión del balón | 46% | 54% |

| 1     | POR   | Marc-André ter Stegen | 61' |
| 3     | DEF   | Alejandro Balde       | 61' |
| 24    | DEF   | Eric García           | 80' |
| 23    | DEF   | Jules Koundé          |     |
| 4     | DEF   | Ronald Araújo         | 32' |
| 6     | MED   | Gavi                  | 61' |
| 21    | MED   | Frenkie de Jong       |     |
| 18    | MED   | Oriol Romeu           | 80' |
| 8     | MED   | Pedri                 | 61' |
| 9     | DEL   | Robert Lewandowski    | 61' |
| 22    | DEL   | Raphinha              | 61' |
| D. T. | D. T. | Xavi Hernández        |     |

| 13    | POR   | Guglielmo Vicario |     |
| 3     | DEF   | Sergio Reguilón   |     |
| 15    | DEF   | Eric Dier         |     |
| 6     | DEF   | Davinson Sánchez  |     |
| 23    | DEF   | Pedro Porro       |     |
| 8     | MED   | Yves Bissouma     | 88' |
| 4     | MED   | Oliver Skipp      | 72' |
| 72    | MED   | Manor Solomon     |     |
| 18    | MED   | Giovani Lo Celso  |     |
| 14    | MED   | Ivan Perišić      | 72' |
| 9     | DEL   | Richarlison       | 76' |
| D. T. | D. T. | Ange Postecoglou  |     |

| 20 | DEF | Sergi Roberto   | 32' |
| 10 | DEL | Ansu Fati       | 61' |
| 11 | DEL | Ferran Torres   | 61' |
| 13 | POR | Iñaki Peña      | 61' |
| 17 | DEF | Marcos Alonso   | 61' |
| 16 | DEL | Abde Ezzalzouli | 61' |
| 14 | MED | İlkay Gündoğan  | 61' |
| 29 | MED | Fermín López    | 80' |
| 27 | MED | Lamine Yamal    | 80' |

| 90 | DEF | Djed Spence     | 72' |
| 45 | MED | Alfie Devine    | 72' |
| 19 | DEL | Dane Scarlett   | 76' |
| 19 | DEL | Pape Matar Sarr | 88' |

| 3' · 81' · 90' · 93' | Robert Lewandowski Ferran Torres Ansu Fati Abde Ezzalzouli | 1:0 2:2 3:2 4:2 |

| 24' · 36' | Oliver Skipp | 1:1 1:2 |

| 26' | Yves Bissouma |

| Principal | Jesús Gil Manzano |

|  |                    |     |     |
|  | Tiros              | 5   | 8   |
|  | Tiros a puerta     | 4   | 4   |
|  | Faltas             | 15  | 13  |
|  | Saques de esquina  | 8   | 9   |
|  | Fueras de juego    | 3   | 3   |
|  | Posesión del balón | 46% | 54% |

| Bandera de España               |
| Campeón FC Barcelona 46° título |